# Iset (rivier)
De Iset (Russisch: Исеть; Isetj) is een Russische rivier met een totale lengte van 606 kilometer in de Oeral. Het is een zijrivier van de Tobol, die weer stroomt in de Irtysj en vandaar in de Ob. De rivier is bevroren van november tot april. De belangrijkste zijrivieren zijn de Miass, Sinara en de Tetsja. In de rivier bevinden zich drie stroomversnellingen; de 'Tjerno-oesovski sliv', Revoen en Kodinka.
De belangrijkste steden aan de rivier zijn Jekaterinenburg, Kamensk-Oeralski, Katajsk, Dalmatovo en Sjadrinsk.

## Vervuiling en rampen
De rivier is zwaar vervuild met olieafvalstoffen, ijzer, koper, mangaan, nitrogeen, nitrieten, zink en wordt stroomafwaarts verder vervuild door onder andere het nucleaire complex Majak aan de zijrivier de Tetsja. In dit complex vonden in de jaren 50 en 60 van de 20e eeuw een aantal grote rampen plaats, waarvan de ergste bekend is als de kernramp van Kysjtym in 1957. Hierbij ontplofte een tank met hoog radioactief afval, vlak bij een opwekkingsfabriek, waarbij meer dan 8000 doden vielen en een groot gebied ten noorden van de stad Tsjeljabinsk werd besmet met onder andere cesium en strontium. Dit werd nog verergerd door een droge zomer in 1967, waardoor droge radioactieve stofdeeltjes vanaf de drooggevallen bodem van het Karatsjajmeer werden verspreid over een groot gebied. Ook werden er grote hoeveelheden radioactief afval gedumpt in de rivier de Tetsja over de jaren. De Iset is het zwaarst vervuild bij de stad Aramil.
De laatste jaren is men meer bewust geworden van de vervuiling en wordt er gewerkt aan oplossingen voor de toekomst.